# Креонт (опера)
«Креонт» (итал. Creonte) — первая опера Дмитрия Бортнянского в двух действиях (14 и 8 сцен) на либретто Марко Кольтеллини по трагедии Софокла «Антигона» (441 г. до н. э.). Премьера состоялась в 1776 году в театре «Сан Бенедетто» в Венеции. После премьеры по неизвестным причинам ноты исчезли и считались утерянными для человечества почти 250 лет. Рукописная партитура оперы была найдена в фондах библиотеки Ажуда (Португалия, Лиссабон). В 2023 году ноты были привезены в Украину украинским музыковедом Ольгой Шумилиной.
Мировая премьера найденной и восстановленной оперы в концертном исполнении состоялась 11 ноября 2024 года в Дипломатической академии Украины при Министерстве иностранных дел Украины, дирижёр-постановщик Артист ЮНЕСКО во имя мира Герман Макаренко.

## Сюжет и структура
Предыстория
Действие оперы разворачивается в легендарные античные времена в городе Фивы. В её основе лежит известный миф о царе Эдипе, его сыновьях Этеокле и Полинике, а также дочерях Антигоне и Исмене. После самоубийства Иокасты и изгнания Эдипа трон остаётся без правителя, что приводит к борьбе между его сыновьями.
Действие первое
Этеокл и Полиник борются за власть и убивают друг друга в поединке. Граждане Фив избирают Креонта правителем, и он принимает корону. Новоизбранный царь приказывает похоронить Этеокла с почестями, а тело Полиника оставить без погребения. Антигона, вопреки приказу, тайно хоронит брата, за что её приговаривают к замуровыванию живьём в пещере. Сын Креонта, Гемон, влюблённый в Антигону, пытается спасти её, но оказывается под подозрением и также приговаривается к казни.
Действие второе
Антигону замуровывают в пещере, и Гемон пробирается к ней, чтобы разделить её участь. Народ, возмущённый жестокостью Креонта, восстаёт, провозглашая Антигону царицей. Её освобождают, и Антигона уверяет, что прощает Креонта. Опера завершается надеждой на восстановление мира в Фивах.

## История создания
Свою первую оперу «Креонт» Дмитрий Бортнянский написал в 25-летнем возрасте в Италии. Она стала итогом обучения украинского композитора у итальянского маэстро Бальдассаре Галуппи (1706—1785).
Текст либретто был взят у Марко Кольтеллини (1724—1777) — итальянского драматурга, представителя европейского Просвещения. На этот текст уже была написана опера «Антигона» Томмазо Траэтты (Петербург, 1772). Либретто базируется на знаменитой трагедии Софокла «Антигона», но в отличие от первоисточника опера Бортнянского завершается счастливо.
«Креонт» написан в традициях итальянской оперы-seria. В соответствии с традицией, возникшей во время зарождения оперного жанра (Флорентийская камерата, конец XVI века), опера «Креонт» в печатном либретто 1776 года определена как drama per musica. Она состоит из двух действий (14 и 8 сцен) и имеет номерную структуру с сольными ариями, дуэтами, речитативами, хоровыми и инструментальными номерами. Первоначальный вариант либретто предусматривал деление на три действия, однако Бортнянский соединил первое и второе действия. Нарушение пропорций компенсировалось двумя балетными дивертисментами, которыми заканчивался оперный спектакль, о чём было указано в печатном либретто 1776 года (балетмейстер-постановщик и исполнитель главной партии Джузеппе Канчани (Giuseppe Canciani). Опера предусматривает участие смешанного хора и следующий состав оркестра: струнные (первые скрипки, вторые скрипки, альты, виолончели, контрабасы), деревянные духовые (2 гобоя), медные духовые (2 валторны, 2 трубы), ударные (литавры), клавишный инструмент (клавесин).
Музыка оперы «Креонт» сочетает традиции итальянского бельканто и индивидуальный стиль Бортнянского. Она родственна стилистике опер В. А. Моцарта периода от «Митридата» (1770) до «Идоменея» (1780). Это свидетельствует, что становление оперного творчества обоих композиторов происходило под влиянием традиций итальянской школы. В опере имеются номерная структура и речитативы-secco, которые указывают на связь с оперным искусством эпохи барокко, однако отсутствуют барочные арии da capo. Новаторским шагом первой оперы Бортнянского стало стремление композитора осуществить музыкальными средствами психологическое развитие главных персонажей оперы.

## История исполнения

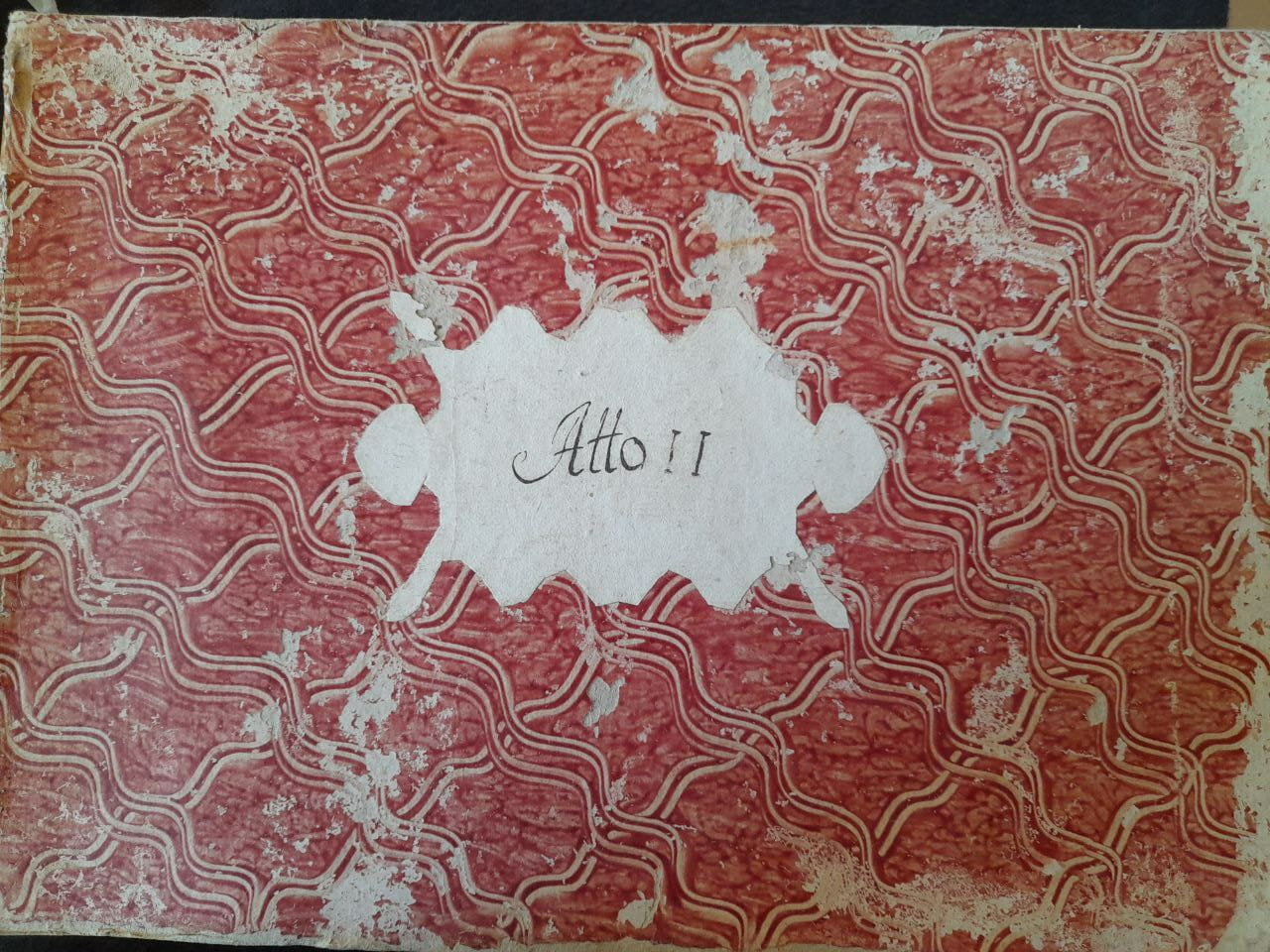
Титульная страница второго действия рукописной партитуры оперы Креонт

Премьера «Креонта» состоялась 26 ноября 1776 года в Венеции в театре Сан-Бенедетто; опера исполнялась в течение целого театрального сезона (1776—1777). Она имела большой успех у тогдашней требовательной и осведомлённой в оперном искусстве итальянской публики. Оперу хотели ставить в других странах Европы, однако по неизвестным причинам ноты произведения бесследно исчезли. Почти 250 лет первая опера Дмитрия Бортнянского считалась утерянной для человечества.
Поиски рукописной партитуры оперы «Креонт» в европейских архивах привели в Португалию. Опера была найдена в библиотеке Ажуда — бывшем структурном подразделении Национальной библиотеки Португалии, которая теперь является самостоятельным учреждением, где хранятся музыкальные коллекции португальского королевского двора. Информация о нахождении оперы Бортнянского в фондах данного архива указывалась в описании придворной коллекции оперных произведений уже в 1803 году и публиковалась в печатном каталоге рукописных коллекций Национальной библиотеки Португалии (1958). Партитура оперы хранится в двух рукописных книгах (каждое действие отдельно) и имеет общий объём 270 листов или 540 страниц.
В 2023 году копии рукописной партитуры оперы «Креонт» с целью исследования и дальнейшего исполнения были привезены в Украину украинским музыковедом, профессором кафедры теории музыки Львовской национальной музыкальной академии имени Н. В. Лысенко, доктором искусствоведения Ольгой Шумилиной. 540 страниц найденной рукописной партитуры Дмитрия Бортнянского были тщательно исследованы, оцифрованы и адаптированы к современному исполнению. Украинский перевод для современных исполнений осуществил Максим Стриха.
11 ноября 2024 года опера «Креонт» была поставлена заново. Премьера состоялась в Киеве в Дипломатической академии Украины при МИД Украины при содействии Министерства иностранных дел Украины, под патронатом ЮНЕСКО, «Европы Ностра» и Национальной комиссии Украины по делам ЮНЕСКО. Дирижёром постановщиком оперы стал автор проекта «Возвращение миру первой оперы Дмитрия Бортнянского „Креонт“» Герман Макаренко.
Исполнителем партии Креонта стал Сергей Бортник, партии Антигоны — Ольга Фомичёва, партии Гемона — Даниил Коток, партии Адраста — Станислав Пащук, партии Исмены — Маргарита Белокиз, при участии Национальной заслуженной академической капеллы Украины «Думка» и Национального президентского оркестра (партия клавесина Ольга Шадрина-Лычак).

## Действующие лица
| Роли                                     | Голос           | Премьерный состав, 26 ноября 1776 года Дирижёр: Дмитрий Бортнянский | Исполнители мировой премьеры, 11 ноября 2024 года Дирижёр: Герман Макаренко |
| Креонт, царь Фив                         | тенор           | Джакомо Панати                                                      | Сергей Бортник                                                              |
| Антигона, племянница Креонта, дочь Эдипа | сопрано         | Агата Каррара                                                       | Ольга Фомичёва                                                              |
| Гемон, сын Креонта                       | мужское сопрано | Себастьяно Фоликальди                                               | Даниил Коток                                                                |
| Исмена, сестра Антигоны, дочь Эдипа      | сопрано         | Роза Дзанетти                                                       | Маргарита Белокиз                                                           |
| Адрасто — зажиточный фиванец             | мужское сопрано | Пьетро Мускетти                                                     | Станислав Пащук                                                             |
| Этеокл и Полиник, сыновья Эдипа          | роли без пения  |                                                                     |                                                                             |
| Жрецы, Воины                             | роли без пения  |                                                                     |                                                                             |
| Горожане Фив                             | хор             |                                                                     |                                                                             |